# Milnesium argentinum
Espèce
Milnesium argentinum est une espèce de tardigrades de la famille des Milnesiidae. 

## Distribution
Cette espèce est endémique de la province de Río Negro en Argentine. Elle se rencontre dans le parc national Nahuel Huapi.

## Description
Milnesium argentinum mesure de 445 à 890 µm.

## Étymologie
Son nom d'espèce lui a été donné en référence au lieu de sa découverte, l'Argentine.

## Publication originale
- Roszkowska, Ostrowska & Kaczmarek, 2015 : The genus Milnesium Doyère, 1840 (Tardigrada) in South America with descriptions of two new species from Argentina and discussion of the feeding behaviour in the family Milnesiidae. Zoological Studies, no 54, p. 1–17 (texte intégral).